# Phasianoidea
Los fasianoideos (Phasianoidea) son una superfamilia de aves del orden de los Galliformes.

## Taxonomía

### Descripción
La superfamilia fue descrita en 1825 por el zoólogo irlandés Nicholas Aylward Vigors.

### Etimología
El nombre Phasianoidea está formdo por la unión de los elementos del latín científico Phasian- y -oidea. El primero es la raíz del genitivo del nombre de su género tipo, Phasianus; y el segundo es la desinencia -oidea, plural neutro de -oideus, derivada del griego antiguo εἴδος eídos, 'aspecto', 'apariencia', 'forma', con la vocal de unión -o-, usada en la formación de numerosos nombres de órdenes y superfamilias de animales. Literalmente: 'los que se parecen a los faisanes'.

### Familias
La superfamilia se subdivide en tres familias:
Superfamilia Phasianoidea Vigors, 1825 - 225 especies
- Familia Numididae Reichenbach, 1850 - 6 especies
- Familia Odontophoridae Gould, 1844 - 34 especies
- Familia Phasianidae Vigors, 1825 - 185 especies

### Otros artículos
- Galliformes